# Durban, Gers
 Durban  là một xã thuộc tỉnh Gers trong vùng Occitanie tây nam nước Pháp. Xã này có độ cao trung bình 270 mét trên mực nước biển.